# Izsófalva
Izsófalva är en ort i Ungern.   Den ligger i provinsen Borsod-Abaúj-Zemplén, i den norra delen av landet, 150 km nordost om huvudstaden Budapest. Izsófalva ligger 187 meter över havet och antalet invånare är 1 871.
Terrängen runt Izsófalva är platt åt nordost, men åt sydväst är den kuperad. Runt Izsófalva är det ganska tätbefolkat, med 124 invånare per kvadratkilometer. Närmaste större samhälle är Edelény, 4,9 km öster om Izsófalva. Trakten runt Izsófalva består till största delen av jordbruksmark.